# Thamnophryne nysias
Thamnophryne nysias är en insektsart som beskrevs av George Willis Kirkaldy 1907. Thamnophryne nysias ingår i släktet Thamnophryne och familjen dvärgstritar. Inga underarter finns listade i Catalogue of Life.